# Държавно устройство на Буркина Фасо
Буркина Фасо е президентска република.

## Законодателна власт
Законодателен орган в Буркина Фасо е еднокамарен парламент, съставен от 111 народни представители, избирани за срок от 5 години.